# Polanki (rejon oszmiański)
Polanki (biał. Палянкі; ros. Полянки) − wieś na Białorusi, w obwodzie grodzieńskim, w rejonie oszmiańskim, w sielsowiecie Żuprany.

## Historia
W czasach zaborów wieś w gminie Polany, w powiecie oszmiańskim, w guberni wileńskiej Imperium Rosyjskiego. W 1866 roku liczyła 89 mieszkańców w 11 domach. Należała do dóbr Polany, własność Jankowskich. W 1905 roku liczyła 114 mieszkańców, 182 dziesięciny.
W latach 1921–1945 wieś leżała w Polsce, w województwie wileńskim, w powiecie oszmiańskim, w gminie Polany.
W 1931 wieś w 26 domach zamieszkiwało 151 osób.
Wierni należeli do parafii rzymskokatolickiej w Oszmianie. Miejscowość podlegała pod Sąd Grodzki w Oszmianie i Okręgowy w Wilnie; właściwy urząd pocztowy mieścił się w Oszmianie.
Po II wojnie światowej w granicach Związku Sowieckiego. Do 1988 roku w sielsowiecie Polany.
Od 1991 w niepodległej Białorusi.